# Леопольдово
Леопольдово (пол. Leopoldowo) — село в Польщі, у гміні Мястково Ломжинського повіту Підляського воєводства.
Населення — 96 осіб (2011).
У 1975-1998 роках село належало до Ломжинського воєводства.

## Демографія
Демографічна структура станом на 31 березня 2011 року:
|          | Загалом | Допрацездатний вік | Працездатний вік | Постпрацездатний вік |
| -------- | ------- | ------------------ | ---------------- | -------------------- |
| Чоловіки | 51      | 13                 | 33               | 5                    |
| Жінки    | 45      | 15                 | 22               | 8                    |
| Разом    | 96      | 28                 | 55               | 13                   |